# Déodat de Basly
Déodat de Basly est un théologien français, né à Basly (Calvados), le 11 octobre 1862, et mort au Havre, le 14 août 1937. Membre de l'Ordre franciscain, il a fondé au Havre le couvent de l'Immaculée Conception et le journal La Bonne Parole. Il s'est illustré dans les débats autour de la personne du Christ qui ont marqué le renouveau de la théologie au XXe siècle.

## Biographie
Joseph Marie est né en 1862 en Normandie, à Basly, près de Caen. Il fait profession chez les Frères Mineurs en 1879, et reçoit le nom de Déodat, auquel est accolé, selon la coutume de l'Ordre, le lieu d'origine du religieux. Envoyé en Angleterre pour ses études, il y découvre, conjointement à l'enseignement officiel du thomisme, l'œuvre et la pensée de Duns Scot, théologien franciscain du XIVe siècle. Revenu en France, il devient Gardien (Supérieur) du couvent de Rennes, de 1890 à 1897, date à laquelle il fonde au Havre une communauté où, en dépit des expulsions républicaines des premières années du siècle, il demeurera jusqu'à sa mort, survenue en 1937. Soulignons encore qu'il a entretenu une correspondance avec des intellectuels de son temps comme l'écrivain Joris-Karl Huysmans, l'historien de la spiritualité Henri Bremond, le pasteur Paul Sabatier ou le philosophe Maurice Blondel. Il a prêché par trois fois à Lisieux (en 1886, 1891 et 1892), en présence de sainte Thérèse de l'Enfant-Jésus.
Outre la création du journal La Bonne Parole, des livres sur la pensée de Duns Scot et une édition scientifique des œuvres principales de celui-ci, on doit à Déodat de Basly un ouvrage sur l'Immaculée Conception (1884) et un autre sur le Sacré-Cœur (1900), ainsi qu'un important essai de christologie intitulé "Pourquoi Jésus-Christ ?" (1903). C'est cependant avec les deux volumes d'un roman épique, La Christiade Française (1927), qu'il condense, sur un mode poétique, sa vision personnelle de la psychologie du Christ; une vision qu'il précisera encore ultérieurement à travers quelques articles dont, en guise de bilan laissé inachevé, Structure psychologique de Jésus, l'Homme-Dieu, ma ligne de cheminement (1937-1938). Le Père Déodat a élaboré sa pensée dans le contexte tendu de la crise moderniste, en pleine réaction de l'orthodoxie romaine à un certain libéralisme théologique. Si lui-même ne semble pas avoir été inquiété, en revanche, un disciple, Léon Seiller (1901-1953), a vu son livre La psychologie humaine du Christ et l'unicité de la personne mis à l'Index au début des années 1950, époque où un Bénédictin, le Père H. Diepen, thomiste convaincu, taxait la pensée basliste de « scotisme apocryphe ».

## Christologie
Déodat de Basly a synthétisé de la manière suivante sa thèse fondamentale : 

« le grand duel de réciproque amour qui remplit l’Écriture, ne se livre pas entre deux Autonomies qui seraient d'une part, Dieu le Père, et d'autre part, Dieu le Verbe incarné, mais (...) entre deux Autonomies qui sont, l'une, Dieu Trinité, unique agisseur au plan de l'Absolu, et de l'autre, l'Assumptus Homo... au plan de l'évolutif et du créé. »

 Afin de saisir la portée christologique de cette affirmation, il convient d'observer brièvement les alternatives qu'elle suggère à l'enseignement officiel du catholicisme à la fin du XIXe siècle.
Une première constatation s'impose. Par rapport à la définition classique selon laquelle Jésus Christ unit en sa personne la nature divine et la nature humaine, Déodat évite soigneusement de convoquer les termes de nature, hypostase, personne, hérités de la conceptualisation des conciles œcuméniques de Nicée (325) et de Chalcédoine (415) : non seulement ces notions philosophiques ne se trouvent pas dans l'Écriture sainte, mais, entre le néoplatonisme antique et le kantisme moderne, leur signification a profondément changé. En outre, que faut-il entendre par personne lorsque cette notion est censée garantir l'union entre deux natures ?  
Deuxièmement, le Père Déodat substitue à la formule Verbe incarné, celle d'Assumptus homo (= Homme assumé par le Verbe), rejetée en son temps par saint Thomas d'Aquin. Le Franciscain renoue ainsi avec une christologie basse, typique des Pères de l'Église d'Antioche, lesquels entendaient faire pleinement justice à l'humanité du Christ, telle qu'elle apparaît dans les évangiles synoptiques. De cette manière, l'accentuation théologique se déplace, de l'Immanence (Dieu en lui-même) vers l'Économie (Dieu tel qu'il se révèle). 
Troisièmement, le rapport du Christ à Dieu est décrit comme un duel d'amour réciproque entre deux individus autonomes. Cette métaphore dynamique reprend une intuition forte de la théologie scotiste : pour Duns Scot, en effet, Dieu a créé l'univers en prévision d'un être dont l'amour serait capable de correspondre le plus hautement possible au sien. Autrement dit, l'Incarnation n'a pas pour cause première la réparation du péché originel, mais en elle s'accomplit l'intention créatrice de la Trinité, qui, s'aimant à l'intérieur d'elle-même, veut partager cet amour à l'extérieur, en suscitant un individu capable d'y répondre librement et parfaitement. 
Dans ces conditions, la christologie se doit de reconnaître pleinement au Christ un Moi humain autonome et concret : l'homme Jésus ne peut être réduit à un automate, un ventriloque, un pantin de la Parole divine. C'est pourquoi le Père Déodat opère une distinction entre quelqu'un et personne : Jésus Christ est avant tout quelqu'un, ce Moi humain singulier et libre, tout comme le Verbe divin est un autre quelqu'un; cependant, en tant que personne, Jésus Christ n'est pas une autre personne que celle - complexe - que constituent, unis, le Verbe, personne divine, et l'Assumptus homo, l'homme singulier qui lui est subjoint. Comme l'écrit Bernard Forthomme, le Moi est in recto celui de l'homme singulier (quelqu'un) autonome, et in obliquo le soi de la personne. Autrement dit, Jésus n'est pas Dieu in recto mais in obliquo; il présente une psychologie humaine; doué d'une volonté rationnelle; il est la cause de ses propres actes et non un simple instrument sous le contrôle du Verbe. 
Cette reconnaissance de l'autonomie humaine dans la christologie basliste, montre toutefois des limites : étant donné que la liberté de l'homme paraît posée comme inversement proportionnelle à la personnalité de la Parole en Dieu, non seulement l'union personnelle ne semble pas capable de provoquer positivement un surcroît d'autonomie de l'homme singulier, mais le Verbe finit par n'avoir aucune opération propre autre que l'opération du Père et de l'Esprit, ce qui répugne au dogme trinitaire.
Épineux problème de la liberté... en religion ! Au bout du compte, Déodat de Basly n'aurait-il pas été rattrapé par le schéma autoritaire du catholicisme de son époque ? L'intérêt est précisément de voir comment, après avoir réinterprété le culte populaire du Sacré-Cœur en fonction de la rigueur scotiste de la charité, le Franciscain redécouvre et ranime, par delà la scolastique mais à travers elle, une tradition patristique oubliée. La frappe originale de la théologie franciscaine l'a conduit ainsi à un retour aux sources, précurseur du renouveau de la patrologie dans lequel le concile Vatican II plongera ses racines. Bien plus, lorsqu'elles remettent en question des formulations dogmatiques trop marquées au coin d'une ontologie fixiste, les recherches du Père Déodat, préludant à celles d'un Karl Barth ou d'un Karl Rahner, annoncent la refondation de la théologie du XXe siècle à partir d'une réflexion sur le Mystère du Christ.

### Œuvres de Déodat de Basly
- "Le Sacré-Cœur de Jésus : conférences selon la doctrine du bienheureux Duns Scot", Lille-Paris, 1900.
- "Introduction au livre Pourquoi Jésus-Christ ? Le vénérable Duns Scot", 1902.
- "Pourquoi Jésus-Christ ?", Rome-Lille-Paris, 1903.
- "Bonnes paroles, collection d'articles publiés dans le journal : un tournoi théologique", Rome, Paris, Le Havre, 1907.
- "Duns Scot et le statut catholique de la pensée à l'Université de Paris", 1909.
- "Duns Scot", 1916
- "La Christiade Française", 2 tomes, Vrin, Paris, 1927.
- "En Christiade Française I, l'Assumptus homo, l'emmêlement des trois conflits, Pélage, Nestorius, Apollinaire", in "La France franciscaine", tome XI, 1928.
- "En Christiade Française II, le Moi de Jésus-Christ, le déplacement des autonomies", in "La France franciscaine", tome XII, 1929.
- "Scotus Docens, ou Uns Scot enseignant la Philosophie, la Théologie, la Mystique", supplément à "La France franciscaine", tome XVII, Paris-Le Havre, 1934.
- "Structure philosophique de Jésus, l'Homme-Dieu. Ma ligne de cheminement", in "La France franciscaine", teoms XX et XXI, 1937-1938.
- "Le Sacré-Cœur", 1946.

- Edition scientifique en latin : "Capitalia opera beati Joannis Duns Scoti", 1911-1912.

### Études sur Déodat de Basly
- Sur la biographie de Déodat de Basly : L. SEILLER, "Un théologien scotiste. Le Révérend Père Déodat de Basly ((1862-1937), in "La France franciscaine", tome XXI, Paris, 1938.
- Sur la place de Déodat de Basly dans les débats christologiques : Philippe-Marie Margelidon, "Les christologies de l'Assumptus homo et les christologies du Verbe incarné au XXe siècle, les enjeux d'un débat christologique (1927-1960), Parole et Silence, 2011.
- Sur la situation de Déodat de Basly dans l'histoire intellectuelle de l'Ordre franciscain : B. Forthomme, Histoire de la théologie franciscaine, Éditions franciscaines, 2014, p. 299-323.